# Challenger de Penza
El torneo Penza Cup es un torneo profesional de tenis disputado en pistas duras. Pertenece al ATP Challenger Tour. Se juega desde el año 2006, en Penza, Rusia.

## Palmarés

### Individuales
| Año  | Campeón            | Finalista           | Resultado        |
| ---- | ------------------ | ------------------- | ---------------- |
| 2012 | Illya Marchenko    | Evgeny Donskoy      | 7–5, 6–3         |
| 2011 | Arnau Brugués-Davi | Mikhail Kukushkin   | 4–6, 6–3, 6–2    |
| 2010 | Mikhail Kukushkin  | Konstantin Kravchuk | 6–3, 6–7(3), 6–3 |
| 2009 | Mikhail Kukushkin  | Illya Marchenko     | 6–4, 6–2         |
| 2008 | Benedikt Dorsch    | Sergiy Stakhovsky   | 1–6, 6–4, 7–6(6) |
| 2007 | Benedikt Dorsch    | Mikhail Ledovskikh  | 7–5, 5–7, 6–1    |
| 2006 | Farrukh Dustov     | Chen Ti             | 5–7, 6–2, 6–4    |

### Dobles
| Año  | Campeones                                     | Finalistas                       | Resultado             |
| ---- | --------------------------------------------- | -------------------------------- | --------------------- |
| 2012 | Konstantin Kravchuk Nikolaus Moser            | Yuki Bhambri Divij Sharan        | 6–7(5–7), 6–3, [10–7] |
| 2011 | Arnau Brugués-Davi Malek Jaziri               | Sergei Bubka Adrián Menéndez     | 6–7(8), 6–2, [10–8]   |
| 2010 | Michail Elgin Nikolaus Moser                  | Alexander Bury Kiryl Harbatsiuk  | 6–4, 6–4              |
| 2009 | Michail Elgin Alexandre Kudryavtsev           | Alexey Kedryuk Denis Matsukevich | 4–6, 6–3, [10–6]      |
| 2008 | Denis Istomin Evgeny Kirillov                 | André Ghem Boy Westerhof         | 6–2, 3–6, 10–6        |
| 2007 | Alexandre Krasnoroutsky Alexandre Kudryavtsev | Murad Inoyatov Denis Istomin     | 6–1, 4–6, 10–4        |
| 2006 | Murad Inoyatov Denis Istomin                  | Denis Matsukevich Artem Sitak    | 6–1, 6–3              |